# Aulis Sallinen
Aulis Heikki Sallinen (Salmi, 9 de abril de 1935) es un compositor y musicólogo finlandés. 

## Biografía
Estudió en la Academia Sibelius, donde fue alumno de Joonas Kokkonen. Su obra se desarrolló en un lenguaje tonal tradicional, con un gran sentido de compenetración entre música y teatro. Su primera ópera, Ratsumies (El jinete, 1975), fue un gran éxito, por lo que la Ópera Nacional de Finlandia le encargó otra obra, Punainen viiva (La línea roja, 1978). El siguiente encargo fue del Festival de Savonlinna en conjunción con la BBC y la Royal Opera House de Londres, Kunningas lähtee Ranskaan (El rey marcha hacia Francia, 1983). Con Kullervo (1988), basada en unos poemas tradicionales finlandeses, se inauguró la nueva Casa de la Ópera Nacional en 1993. Otras obras suyas fueron: Palatsi (El palacio, 1995, ópera de cámara) y King Lear (2000).
Ha compuesto también ocho sinfonías, conciertos y música de cámara.
En 1983 recibió el Premio Wihuri Sibelius y, en 1984, la Medalla Pro Finlandia.